# 失實症
失實症（英語：Derealization，簡稱為DR）是解離的症狀之一，是指對外部世界的感知或經驗的改變，讓患者覺得周圍環境奇怪或不真實。其他症狀包括感覺環境不自然，缺乏感情性色彩和深度。可能會在遭遇嚴重壓力時出現。失實不是一個獨立的疾病而是由精神病或神經疾病引起的，亦是藥物過量、睡眠不足和壓力的短暫副作用。特徵是身體和心理分離，兩者通常同時發生，但也可以獨立發生。
慢性失實的原因可能是大腦枕葉、顳葉功能障礙。長時間經歷現實感喪失或反覆發作可能表明存在許多心理障礙，然而，人一生中通常會經歷幾次暫時性的失實症，盛行率高達 26-74%，而在創傷事件時的盛行率高達 31-66% 。失實與童年創傷有關，嚴重程度與童年虐待嚴重程度直接相關。

## 描述
現實的隔離可以被描述為非實質的物質把一個人從外面的世界分隔，如霧、窗格玻璃或面紗。患者會感覺好像是透過 VR 眼鏡、透過玻璃或在電影螢幕上觀看周圍的環境，眼中看到的事物缺乏生動性和感情性色彩，對識別親人的感情反應可能會大大減少。熟悉的地方可能看起來怪異離奇和超現實。患者可能覺得世界是經歷滑動變焦。這種感知異常可能還延伸到聽覺，味覺和嗅覺。患者對周遭環境的熟悉程度是在體驗一個地方時的感覺和心理認同、記憶基礎和歷史之間的關係。當患者處於現實解體狀態時，他們就會阻止回憶起這個認同基礎。這種「阻塞效應」造成了一個人在現實解體事件期間對周圍環境的感知與同一個人在沒有現實解體事件時的感知之間的相關性差異。
通常情況下，失實發生在不斷的擔憂或侵入性想法。在這種情況下，隨著潛在焦慮重視這些令人不安的想法，它可以不被注意的建立，並在領悟危機的後果後，常常是驚恐發作才發現，之後很難無法忽視。這種類型的焦慮可以削弱影響，以及可能導致迴避行為。患者會重視現實感喪失的原因。往往是很難被接受的事這樣一個令人煩惱的症狀是一個簡單的焦慮的結果，患者往往認為有更重大的成因。這可以反過來導致更多的焦慮和惡化的失實。失實也證實會干擾學習，導致即時回憶和視覺空間缺陷等認知障礙。患者常聲稱感覺就像以第三人稱角度看到自身周遭發生的事情。

## 患者說法
病患S表示，這是一個身心分離的症狀，也許和其年幼時最愛的母親過世、在班上被同學霸凌、功課差常常遭受師長責備等有關。罹病初期，患者會處於經常性放空的狀態，這也許是患者重視內心層面過於身體層面所導致的影響，病患類型多為害羞內向、不重打扮、缺乏自信。罹病中期，患者漸漸習慣失實症帶來的影響，放空時間減少，但是遇到突發事件還是會無法做立即性的決定，並且對於自身無法飛黃騰達，引發思想層面的偏激，產生想要做大事的想法。
而病患Y表示，每次發病時時間過的飛快，三十分鐘前做過的事像是久遠以前的事，更常有滑動變焦的困擾。亦因此延伸出社交障礙，由於無法融入當下的環境，所以無法自在應對別人。就像隔著一層透明的薄膜生活著，一切虛假、且不真實。

## 成因
失實症可能伴隨神經癲癇、偏頭痛、輕度腦部外傷。與感知不足、降低情緒反應看事物與失實症有相同處。這表明知覺情感上的豐富的過程中的中斷。這種在經歷感知的性質上變化可能導致認為不真實或脫落的回報。
一些研究已將現實解體和解離症狀與個人及其環境的各種生理和心理差異聯繫起來。有人指出，不穩定的睡眠-覺醒週期（不穩定意味著更容易被喚醒）以及睡眠中的一些明顯變化，例如夢境、催眠、催眠幻覺、夜驚和其他與睡眠有關的疾病可能是導致或改善的原因。失實也可能是嚴重睡眠障礙和精神障礙的症狀，如人格解體障礙、邊緣性人格障礙、躁鬱症、精神分裂症、分離性身份障礙和其他精神疾病。
大麻、迷幻藥、解離劑、抗憂鬱藥、咖啡因、一氧化二氮、沙丁胺醇和尼古丁都可以產生虛幻感或模仿它們的感覺，尤其是在過量服用時。它也可能是由酒精戒斷或苯二氮平戒斷引起的。曲馬多戒斷也會導致現實感喪失，通常伴隨焦慮、偏執和幻覺等精神病症狀。

## 另請參閱
- 人格解體